# Kiliani
Kiliani ist der Namenstag des heiligen Kilian, der am 8. Juli begangen wird. Kilian war ein irischer Wanderbischof, der um das Jahr 686 mit seinen Gefährten Kolonat und Totnan das Christentum in die Gegend von Würzburg brachte. Um das Jahr 689 erlitten die drei Missionare den Märtyrertod.
Am Gedenktag des heiligen Kilian, dem Schutzpatron Frankens, werden die Reliquien, die den Märtyrern zugeschrieben werden und in der Kiliansgruft der Neumünsterkirche aufbewahrt werden, vom Würzburger Bischof in den Kiliansdom überführt. 
Die Kiliani-Oktav (oder Kiliansoktav) wird in Würzburg acht Tage lang mit Gottesdiensten, Wallfahrten und Aktionen gefeiert. Traditionell nutzte die Bevölkerung, vor allem auch die Landbevölkerung, die Möglichkeit, nach der Kilianiwallfahrt und dem Besuch des Domes, über die Kiliani-Verkaufsmesse auf dem Marktplatz zu gehen. Bis etwa 1970 fand die Verkaufsmesse auf der Juliuspromenade statt. Parallel dazu wird das Kiliani-Volksfest gefeiert, als zweiwöchiges Volksfest mit verschiedensten Fahrgeschäften, Bierzelt und Ähnlichem auf der Talavera. 
Das Volksfest wurde den Würzburgern von Kaiser Konrad II. genehmigt, seitdem hat es seinen festen Platz im gesellschaftlichen Leben Würzburgs und lockt jedes Jahr bis zu einer Million Besucher an. Die Verkaufsmesse reicht zurück bis ins Jahr 1030.
Viele Franken im Raum Würzburg verstehen unter Kiliani ausschließlich den Jahrmarkt; 
für viele Würzburger Kinder ist das Wort „Kiliani“ sogar ein Gattungsname für alle Jahrmärkte.
Als Wetterregel gilt:
„St. Kilian, der heil’ge Mann, stellt die ersten Schnitter an.“